# Wilmer Valderrama

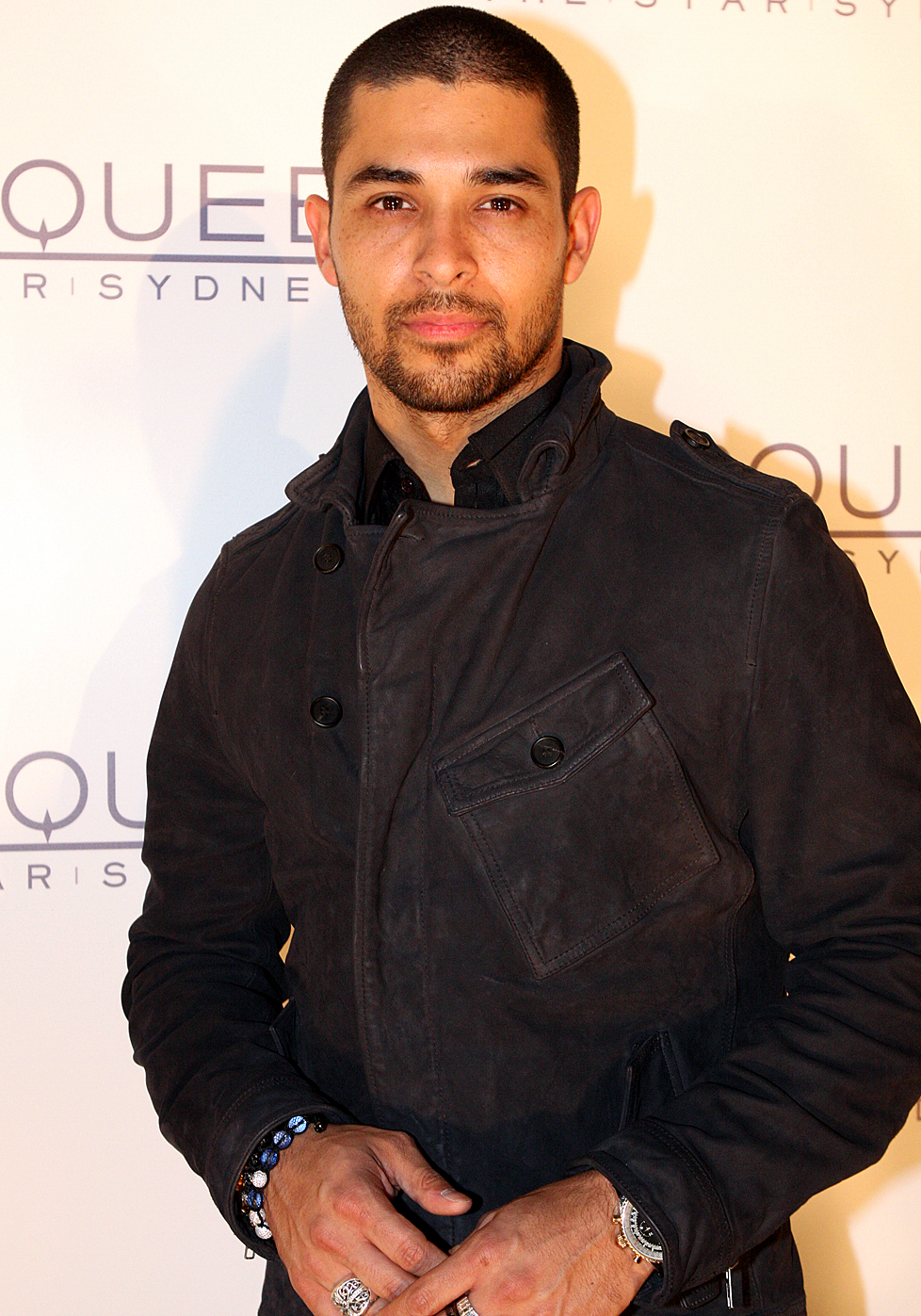
Wilmer Valderrama (2012)

Wilmer Valderrama (* 30. Januar 1980 in Miami, Florida) ist ein US-amerikanischer Schauspieler, Synchronsprecher und Filmproduzent. Bekannt wurde er durch seine Rollen als Fez in der Sitcom Die wilden Siebziger sowie als Nicholas „Nick“ Torres in der US-Krimiserie Navy CIS.

## Leben
Wilmer Valderrama wurde in Miami, Florida geboren. Er hat zwei Schwestern und einen Bruder. Im Alter von 3 Jahren zog er mit seiner Familie nach Venezuela und von dort aus, als er 13 war, nach Los Angeles. Er sprach kein Englisch, lernte es aber schnell und begann Schauspielunterricht an der High School zu nehmen. 1999 machte er seinen Abschluss an der William Howard Taft High School.
Valderramas erste größere Rolle als Fez in der Fernsehserie Die wilden Siebziger war zugleich auch sein Durchbruch als Schauspieler. Die Rolle spielte er in allen acht Staffeln der Sitcom. Bei der Reality-TV-Show Yo Momma fungierte er als Produzent, Gastgeber und Drehbuchautor, sie kam auf 64 Folgen in drei Staffeln.
Valderrama wurde 2003, 2005 und 2006 je mit einem Teen Choice Award ausgezeichnet. Er war von Sommer 2010 bis Juni 2016 mit Demi Lovato liiert. Seit 2020 ist er mit Amanda Pacheco verlobt. Im Februar 2021 kam ihre erste gemeinsame Tochter zur Welt. Am 11. Juli 2025 wurden beide Eltern eines Sohnes.

## Filmografie (Auswahl)
- 1998: Four Corners
- 1998–2006: Die wilden Siebziger (That ’70s Show, Fernsehserie, 200 Folgen)
- 2001: Summer Catch
- 2002: Keine Gnade für Dad (Grounded for Life, Fernsehserie, Folge 3x02)
- 2003: Party Monster
- 2004: Clifford's Really Big Movie (Stimme)
- 2004: La Torcedura
- 2005: The Darwin Awards
- 2006–2007: Yo Momma (Fernsehsendung)
- 2006: Longtime Listener
- 2006: Fast Food Nation
- 2006: Oh je, du Fröhliche (Unaccompanied Minors)
- 2006–2012: Meister Mannys Werkzeugskiste (Handy Manny, Fernsehserie, 100 Folgen, Stimme von Manny)
- 2007: El Muerto
- 2007: The Condor (Stimme)
- 2007: Save the Date
- 2008: Columbus Day
- 2008: Days of Wrath
- 2010: The Dry Land
- 2010: Die Zauberer vom Waverly Place (Wizards of Waverly Place, Fernsehserie, Folge 3x25)
- 2011: From Prada to Nada
- 2011: Larry Crowne
- 2011: NTSF:SD:SUV:: (Fernsehserie, Folge 1x10)
- 2011–2012: Royal Pains (Fernsehserie, 3 Folgen)
- 2012: Are You There, Chelsea? (Fernsehserie, Folge 1x08)
- 2012: Awake (Fernsehserie, 13 Folgen)
- 2012: Men at Work (Fernsehserie, Folge 1x06)
- 2012–2013: Raising Hope (Fernsehserie, 4 Folgen)
- 2012–2013: Suburgatory (Fernsehserie, 2 Folgen)
- 2014–2016: From Dusk Till Dawn: The Series (Fernsehserie)
- 2015: Minority Report (Fernsehserie, 10 Folgen)
- 2016: Grey’s Anatomy (Fernsehserie, 5 Folgen)
- 2016: The Ranch (Fernsehserie, Folgen 1x18–1x20)
- seit 2016: Navy CIS (NCIS, Fernsehserie)
- 2020: Onward: Keine halben Sachen (Onward, Stimme)
- 2020: Blast Beat
- 2021: Encanto (Stimme)
- 2022: Navy CIS: Hawaiʻi (Fernsehserie, Folge 1x18)
- 2023: Die wilden Neunziger (That '90s Show)
- 2023: Murder Mystery 2